# Amen Corner
Amen Corner é uma banda brasileira de metal extremo originada na cidade de Curitiba, no estado do Paraná. A banda é um dos ícones da cena de metal extremo no Brasil da década de 1990, sendo uma das mais importantes no desenvolvimento do Black Metal em Curitiba, juntamente com o Murder Rape. Ao longo de mais de 20 anos de história, a banda lançou cinco álbuns de estúdio, dois EP, duas demos, um Split álbum e um single.

## Biografia

### Formação
O Amen Corner originou-se na cidade de Curitiba em 1992, com Tito (Murmúrio), Fabrício Rodrigues, Paulista (Sucoth Benoth), Paulo Costa e Mane Flach. Em julho de 1992, e com essa formação, lançaram a sua primeira demo, intitulada Eternal Prophecies, possibilitando contato com a gravadora Cogumelo Records, conhecida no meio da música extrema no Brasil, a qual lançou quatro de seus álbuns, sobretudo os clássicos: Fall, Ascension, Domination e Jachol Ve Tehilá.

### Fall, Ascension, DominationeThe Final Celebration(1993-1994)
Em agosto de 1993, a banda lança seu primeiro álbum, Fall, Ascension, Domination,[carece de fontes?] tornando-se um clássico e referência dentro do cenário nacional de música extrema. O álbum foi continuamente divulgado pela banda com shows na cidade de Curitiba e região, tornando a banda uma das primeiras do estilo no Paraná, juntamente com o Murder Rape, constituindo uma cena no estado para o Black Metal.   
No ano de 1994, ocorre o lançamento do EP The Final Celebration, continuando com a mesma sonoridade apresentada no álbum de 1993. Notoriedade para a música The Sons of Cain, fazendo o Amen Corner receber alcunha de "Os filhos de Caim".

### Jachol Ve TehiláeDarken in Quir Haresete(1995-1999)
Após o marco com o Fall, Ascension, Domination, em 1995 é lançado o segundo álbum intitulado Jachol Ve Tehila.[carece de fontes?] Possuindo as mesmas características já presentes no primeiro álbum, Jachol Ve Tehilá possuía melhor produção que o anterior, denotando uma banda com maior desenvoltura.[carece de fontes?] Tornou-se um clássico ao estilo dentro da cena brasileira, fazendo o Amen Corner obter a menção de "um dos maiores expoentes do Black Metal brasileiro"
Por volta de 1996, ocorre a primeira grande reformulação, saindo Cléio, Mane Flach e Paulo Costa para a entrada de Nar Mattarus, Total War Naberus Erthal e Osculum Infame. Com a nova formação, o Amen Corner lança o EP Darken in Quir Haresete em 1999 pela Demise Records, sendo o primeiro trabalho da banda que não foi lançado pela Cogumelo Records. 

### Período de espera eLucification(2000-2008)
Posteriormente ao lançamento do EP Darken in Quir Haresete, Sucoth Benoth sai do Amen Corner para formar a banda Camos. Assim, o Amen Corner fica três anos fora de atividade, sendo reformulada com outros membros (exceção para Murmúrio e Total War Naberus Erthal). A nova formação lança, por volta de 2007, o álbum Lucification,[carece de fontes?] com Lokiam Satanas War Comander nos vocais, pela Maléficas.

### Volta de Sucoth Benoth,Leviathan DestroyereChrist World Wide Corporation(2008-presente)
Com a volta de Sucoth Benoth, a banda passa por nova reformulação e volta aos palcos, abrindo para grandes nomes como Vader e Marduk. Ocorre o reatamento dos laços com a Cogumelo Records, lançando seu dois próximos álbuns, intitulados Leviathan Destroyer e Christ World Wide Corporation. No lançamento do Leviathan Destroyer há a produção do primeiro videoclipe da banda, de mesmo nome do álbum, o qual está disponibilizado no YouTube para visualização. Juntamente com o Christ World Wide, é lançado um DVD que engloba os mais de 20 anos de carreira da banda, com shows realizados desde início dos anos 90 até a atualidade. 
Ao longos dos últimos anos sucede o relançamento do Fall, Ascension, Domination com o EP The Final Celebration em formato Compact Disc pela Cogumelo Records e o Darken in Quir Haresete em vinil azul, com prensagem de 300 cópias pela Mafer Records.
Saiu novo álbum no dia 10 de dezembro de 2018 pelo selo Mutilation Record.
Em 2019 começa a tour de promoção do novo de estúdio!!
Hail Amen Corner

## Estilo musical
O Amen Corner é considerado como uma banda de Black Metal, porém suas músicas não possuem identificação típica a qual é feita para o estilo atualmente. Pode ser observado desde o Fall, Ascension, Domination, o qual apresenta um Black Metal de lento a médio tempo, com uma sonoridade própria frente ao que era desenvolvido no período, a chamada e considerada Segunda Onda de Black Metal e outros estilo extremos como o Thrash e Death Metal. A considerada originalidade é devido a forma de desenvolvimento das estruturas musicais, mais próxima ao Heavy Metal tradicional, possuindo similaridades maiores com as cenas da Grécia (caso do Rotting Christ) e da República Checa (Rott e Master Hammer)[carece de fontes?] do que com o Black Metal proveniente da península escandinava . 

## Integrantes

### Formação atual
- Murmúrio - guitarra (1992-2000, 2003-presente)
- Sucoth Benoth - vocal (1992-2000, 2008-presente)
- Tenebrae Aarseth - bateria (2018-presente)

### Ex- membros
- Fabricio Domingues - baixo (1992-?)
- Paulo Costa - bateria (1992-?)
- Mane Flach - guitarra (1992-1996)
- Total War Naberus Erthal - guitarra (1996-2000, 2003-2007)
- Osculum Infame - bateria
- Cléio - baixo
- Nar Mattarus - baixo
- Danda Diabolicum Imperatus - bateria (?-2008)
- Lokiam Satanas War Comander - vocal (?-2008)
- Mortum - guitarra (2008-2009, 2011-2015)
- Shaitan - baixo (2011-2014)
- Adriano de Moraes - bateria (2012-2014)
- Ashmedai - bateria (2012)
- VX - bateria (2014-2015)
- Warmaster-Bateria (2015-2017)
- Alastor Demon- Baixo (2014-2017)

## Discografia

### Álbuns
- 1993 - Fall, Ascension, Domination
- 1995 - Jachol Ve Tehilá
- 2007 - Lucification
- 2010 - Leviathan Destroyer
- 2014 - Christ Worldwide Corporation
- 2018 -   Under the Whip and The Crown ( foi lançado pela Mutilation Record no dia 10/12/2018)

### Singles
- 1992 - Amen Corner

### Demos e EPs
- 1992 - Eternal Prophecies
- 1993 - Rehearsal
- 1994 - The Final Celebration
- 1999 - Darken in Quir Haresete

### Splits
- 2014 - South American Tribute (em conjunto com Black Angel)